# صفورا اره و غلام بهونه‌گیر
صفورا اره و غلام بهونه‌گیر کتابی از اعظم مهدوی است که در سال ۱۳۹۴ از سوی نشر هوپا منتشر و در سال ۲۰۱۷ در فهرست کلاغ سفید قرار گرفت.